# 艾力·新關
艾瑞克·健·新关（英語：Eric Ken Shinseki，和名新関 健，1942年11月28日—），是一名第三代日裔美籍軍人，前任退伍軍人事務部長，曾為第34任美國陸軍參謀長，為首位晉陞四星上將的亞裔美國人。

## 生平
出生于二戰時日軍偷襲珍珠港的翌年的夏威夷，是當地的第三代日裔，祖父為日本移民。
新關於1965年從西点军校取得理學士學位，曾參加越戰，服役於砲兵部隊，在一次任務中誤踏地雷而受傷。他也曾駐守歐洲十年以上。
新關於2003年退役，在任期間曾致力於美國陸軍轉型計劃。在該計劃中，新關提出了一項主意，將若干旅級部隊重編為現役、使其擁有自己的支援單位，不需要師級以上的單位指揮便得以獨立作戰。這樣的編制在之後稱為「旅級戰鬥隊」（BCT），是新關等美國陸軍高級將領在冷戰結束、許多獨立旅因應裁軍而被除役之後，重新將旅級部隊轉換為陸軍核心作戰單位的措施。
在2008年12月7日，總統歐巴馬提名新關為美國退伍軍人事務部部長。是第四名擔任內閣閣員職位的亞裔美國人（此前有日裔諾曼·峰田、華裔趙小蘭、華裔朱棣文，其後有華裔駱家輝），也是第一名擔任退伍軍人部長的日裔人士。
2014年5月30日，由於退伍軍人部醫療延誤醜聞事件，新關宣佈辭去部長職務。

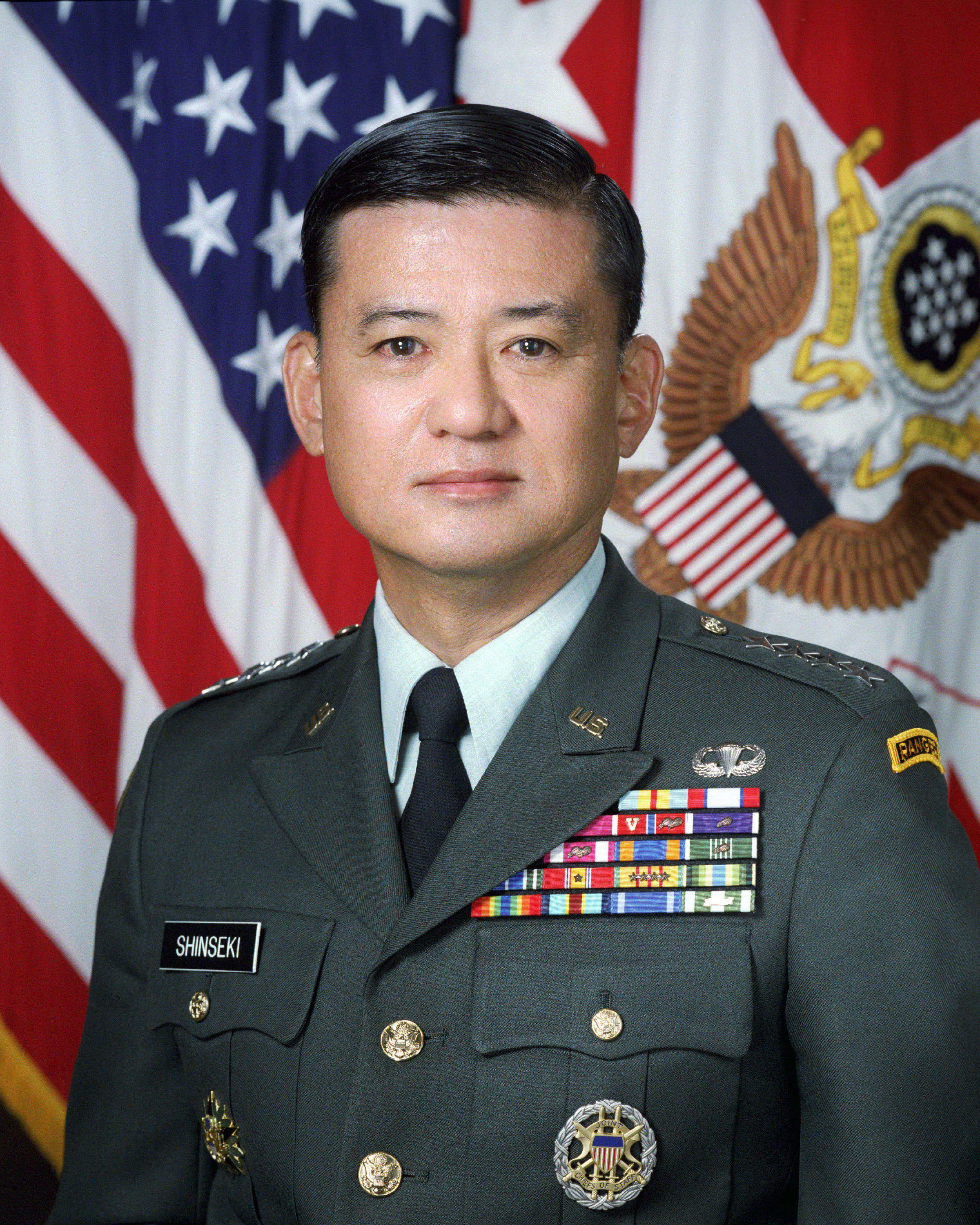
艾力·新關上將戎裝照